# Palazzo Maggi Gambara
Palazzo Maggi-Gambara, è un palazzo cinquecentesco situato nel centro di Brescia.

## Storia

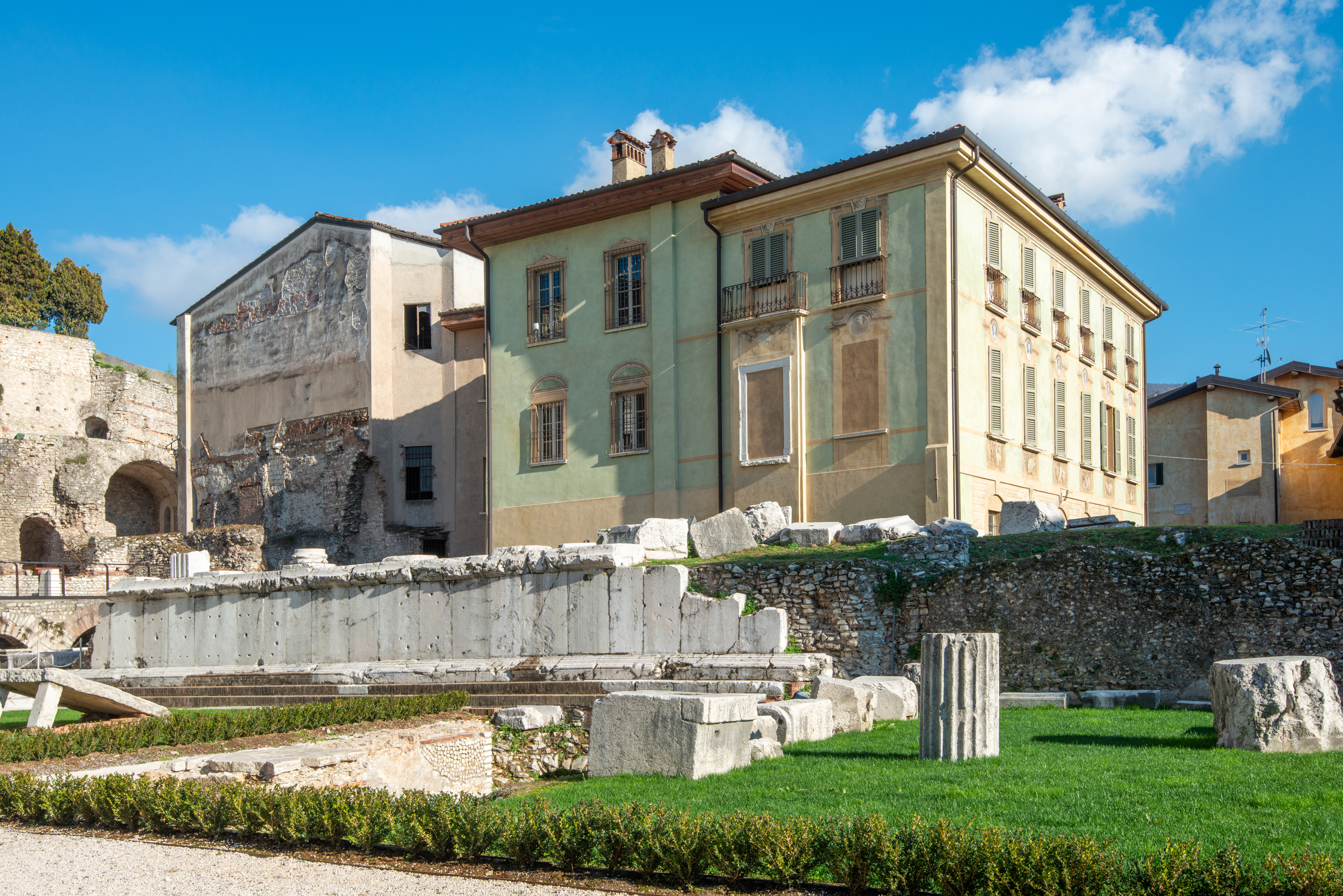
Il Palazzo visto da Piazza del Foro.

Il palazzo venne fatto edificare dai Maggi, famiglia nobiliare di Brescia, alla fine del XVI secolo sui resti dell'antica platea del teatro romano, poco distante, da Lodovico Beretta. Passato di proprietà alla famiglia Gambara nel XVII secolo subì una prima ristrutturazione con la costruzione sul lato più a sud, di un ulteriore corpo di fabbrica affrescato con ritratti di antichi romani e trofei d'armi. Venne edificato anche la scala interna decorata con affreschi e stucchi in oro.
Dal 1935 il palazzo subì una serie di interventi a seguito delle indagini svolte sui siti archeologici e sul teatro romano. Divenne la sede della caserma dei Carabinieri e dei vigili urbani, e fino al 1956 scuole elementari, anno in cui venne definitivamente chiuso perché ritenuto pericolante. Con i restauri ultimati nel 2014 il palazzo e il teatro romano sono stati riaperti al pubblico. Oggi è perfettamente visibile da piazza del Foro a Brescia nei pressi del teatro romano.
Il teatro venne riportato alla luce operando la demolizione di alcune strutture sorte in epoche successive che lo avevano circondato, venne lasciato intatto solo il palazzo che occupa la parte occidentale della cavea, poiché contenente diversi affreschi di grande valore storico e artistico. Nel 2011 è stato dichiarato dall'UNESCO patrimonio mondiale dell'umanità e fa parte del sito seriale "Longobardi in Italia: i luoghi del potere". La famiglia Maggi in armoriale è attestata Brescia, Cremona, Piacenza e Milano, Firenze e Pistoia, Lecce, Cesena, alcuni luoghi in Sicilia: